# Chilantaisaure
Chilantaisaurus ('llangardaix de Ch'ilant'ai') és un gènere de dinosaures teròpodes espinosàurids que visqueren en el Cretaci inferior, (fa aproximadament 125 milions d'anys, en el Barremià), en el que és avui Xina i Rússia.

## Descripció
Solament es van trobar un crani parcial i unes poques vèrtebres, això porta a una estimació d'11 m de llarg i 4 m d'alt, amb un pes estimat de 2 t. El Chilantaisaure presentava un axis curt amb espines neurals rectes.

## Sistemàtica
L'espècie tipus, C. tashuikouensis, va ser descripta per Hu en 1964. Hu ho considerat un carnosaure proper a l'Allosaurus, però estudis moderns descriuen com un espinosaure probablement una espècie basal de la família Spinosauridae, segons l'expressat per Sereno en 1998; Chure en 2002 i en Rauhut, 2001. Altres espècies s'han descrit a partir de poques restes. C. sibiricus? aquesta descripta per Chure, 2002. C. maortuensis és probablement un celurosaure d'acord amb Chure (2002) i Rauhut (2001). Ossos descrits com C. zheziangensis eren d'un terizinosaure, i s'ha convertit en l'holotip per a Nanshiungosaurus.